# Liste der Naturdenkmäler in Feldthurns
Die Liste der Naturdenkmäler in Feldthurns (italienisch Velturno) enthält die zehn als Naturdenkmal ausgewiesenen Objekte auf dem Gebiet der Gemeinde Feldthurns in Südtirol.
Basis ist das im Internet einsehbare offizielle Verzeichnis der Naturdenkmäler in Südtirol (Stand: 23. Januar 2015). Dabei kann es sich um botanische, geologische oder hydrologische Naturdenkmäler handeln. Die Reihenfolge in dieser Liste orientiert sich an der ID, alternativ ist sie auch nach dem Namen sortierbar.

## Liste
| Foto |                 | Name                                                        | Standort                     | Beschreibung                              |
| ---- | --------------- | ----------------------------------------------------------- | ---------------------------- | ----------------------------------------- |
| ja   | Datei hochladen | Wasserfall bei Schrambach ID: 019_G01                       | 46° 40′ 14″ N, 11° 36′ 38″ O | Hydrologisches Naturdenkmal: Wasserfall   |
| BW   | Datei hochladen | Klammfall ID: 019_G02                                       | 46° 39′ 32″ N, 11° 35′ 44″ O | Hydrologisches Naturdenkmal: Wasserfall   |
| ja   | Datei hochladen | zwei Kastanienbäume bei der St. Anton Kapelle ID: 019_G03   | 46° 40′ 2″ N, 11° 35′ 44″ O  | Botanisches Naturdenkmal: Kastanie        |
| ja   | Datei hochladen | ein Kastanienbaum beim St. Laurentius Kirchlein ID: 019_G04 | 46° 40′ 7″ N, 11° 35′ 54″ O  | Botanisches Naturdenkmal: Kastanie        |
| ja   | Datei hochladen | ein Kastanienbaum in der Wehr ID: 019_G05                   | 46° 40′ 46″ N, 11° 36′ 46″ O | Botanisches Naturdenkmal: Kastanie        |
| BW   | Datei hochladen | eine Linde in Garn ID: 019_G06                              | 46° 39′ 58″ N, 11° 34′ 36″ O | Botanisches Naturdenkmal: Linde           |
| BW   | Datei hochladen | Trumpichl ID: 019_G07                                       | 46° 39′ 49″ N, 11° 36′ 5″ O  | Botanisches Naturdenkmal: Trockenrasen    |
| ja   | Datei hochladen | Radlsee ID: 019_G08                                         | 46° 42′ 27″ N, 11° 34′ 41″ O | Hydrologisches Naturdenkmal: See          |
| BW   | Datei hochladen | Penzmoos ID: 019_G09                                        | 46° 41′ 33″ N, 11° 32′ 54″ O | Hydrologisches Naturdenkmal: Feuchtgebiet |
| BW   | Datei hochladen | Oberflexermoos ID: 019_G10                                  | 46° 41′ 40″ N, 11° 33′ 0″ O  | Hydrologisches Naturdenkmal: Feuchtgebiet |

| Foto: | Fotografie des Naturdenkmals. Klicken des Fotos erzeugt eine vergrößerte Ansicht. Daneben finden sich zwei Symbole: |
| ID    | Identifikator bei der Abteilung Natur, Landschaft und Raumentwicklung der Südtiroler Landesverwaltung               |